# Guilty Crown
Guilty Crown (яп. ギルティクラウン) — аніме-серіал 2011 року виробництва Production IG, який транслюється у програмному блоці Fuji TV noitaminA. Сюжет аніме розвивається в 2039 році та обертається навколо персонажа Шю Ома, хлопчика, який отримав здатність, що дозволяє йому витягати зброю чи інструменти з іншої людини. Він приєднується до групи опору під назвою «Похоронне бюро», яка спрямована на відновлення незалежності Японії від міжнародної організації, відомої як GHQ.
Серіалізація манга-адаптації почалася в листопаді 2011-го питання Gangan Comics Monthly Shōnen Gangan. Спін-офф візуального роману попередньо названли Guilty Crown: Lost Christmas і його випустила Nitroplus.

## Сюжет
Напередодні Різдва 2029 року в Японії поширюється невідомий «Вірус Апокаліпсису» і країна поринає до стану хаосу, відомого під назвою «Втрачене Різдво». Міжнародна організація GHQ встановлює воєнний стан і відновлює порядок в Японії за рахунок її незалежності.
Десять років по тому, в 2039, Ома Шю, 17-річний учень середньої школи, під час відвідин одного із своїх улюблених місць по дорозі додому зі школи знайомиться з Інорі Юдзуріха, вокалісткою групи Егоїсти. Шю є великим шанувальником Інорі, співачки, яка здобула слави за допомогою інтернету. Він також виявляє, що вона є членом «Похоронного бюро», групи опору, яка спрямована на звільнення Японії від GHQ. Внаслідок зустрічі з Інорі Шю отримує надприродну здатність витягувати зброю або Войд («серце, яке має форму») з тіла людини.

## Персонажі

### Головні герої
Шю Ома (яп. 桜満 集, Ома Шю)
Озвучує — Юкі Кадзі / Мінамі Цуда (дитинство)
17-річний хлопець. Незграбний, але проникливий і розумний учень другого класу старшої школи. Через випадкову зустріч, він отримує силу королів, що дозволяє йому витягати Войди (об'єкти зі спеціальними властивостями, які відображають індивідуальність їх власників). Інорі стає партнером Шю, і він закохується в неї. Його мати Харука працює на Сефіра Геномікс, а його батько Куросу, виїхав з Японії.
Інорі Юдзуріха (яп. 桜満 集, Юдзуріха Інорі)
Озвучує — Ай Каяно, Співає: Шеллі
16-річна вокалістка групи Егоїст. Вона є членом «Трунаря» групи опору. Її войд — меч. Вона стає партнером Шю.
Ґай Цуцуґамі (яп. 恙神 涯, Цуцуґамі Ґай)
Озвучує — Юічі Накамура
17 річний, спритний і харизматичний лідер «Трунарів». Він сподівається здійснити успішну революцію з допомогою сили Шю. Бачить Войди інших людей. Перед операціями трунарів, складає безліч варіантів планів розвитку подій.

### Трунарі
Аясе Сіномія (яп. 篠宮 綾瀬, Сіномія Аясе)
Озвучує — Кана Ханадзава
17 річна паралізована дівчина, пілот Ендлейва (меха-машини), що використовує інвалідне крісло. Має почуття до Ґая і дуже добре до нього ставиться.
Цуґумі (яп. ツグミ, Цуґумі)
Озвучує — Аяна Такетатцу
14-річний хакер. Її кодове ім'я «Чорний лебідь».
Аруго Цукішіма (яп. 月島 アルゴ, Цукішіма Аруго)
Озвучує — Анрі Кацу
17-річний член трунарів, який є фахівцем в рукопашному бої і використанні ножів. Його порожнеча стрижень.
Оґумо (яп. 大雲, Оґумо)
Озвучує — Коусуке Такаґучі: Великий, тихий чоловік, який спеціалізується на вогнепальній зброї і вибухових речовинах.
Шінбугі (яп. 四分儀, Шібунгі)
Озвучує — Такехіто Коясу
27-річний чоловік, який є другим у команді Ґая. Крилатий вислів: «Як і очікувалося Ґай».
Кендзі Кідо (яп. 木戸 健治, Кідо Кендзі)
Озвучує — Нобухіко Окамото: Масовий вбивця. Був увязнений GHQ в ізоляторі № 4. Його витягли Шю і Трунарі. Його Войд — гравітаційна гармата.
Фьюнелл (яп. ふゅーねる, Фьюнелл)
Робот Інорі, який також виступає її опікуном.

### Учні старшої школи
Яхіро Самукава (яп. 寒川 谷尋, Самукава Яхіро)
Сота Тамадате (яп. 魂館 颯太, Тамадате Сота)
Харе Меньйо (яп. 校条 祭, Меньйо Харе)
Канон Кусама (яп. 草間 花音, Кусама Канон)
Аріса Кухоїн (яп. 供奉院 亞里沙, Кухоїн Аріса)

### GHQ
Генерал-майор Ян (яп. ヤン, Ян)
Озвучує — Такая Хаші: Верховний головнокомандувач GHQ. Батько Даріл Яна, але він його не любить, бо вважає, що він не його біологічний син і заводить роман зі своєю секретаркою Емілі. Був вбитий своїм сином.
Шюічіро Кейдо (яп. 茎道 修一郎, Кейдо Шюічіро)
Озвучує — Казухіко Іноуе: Глава GHQ. Суічіро та антитіла розпочали державний переворот, щоб скинути генерала Яна. Після смерті генерала перейняв командування на себе, звинувативши у вбистві генерала трунарів. Викличе спалах вірусу Апокаліпсису в Токіо.
Даріл Ян (яп. ダリル・ヤン, Даріру Ян)
Озвучує — Кокі Учіяма: Лейтенант і син генерала Яна. Псевдо: «Kill 'Em All Деріл», він садист, самозакоханий, жорстокий, заподіює біль іншим, і через наявність місофобії, він ненавидить коли до нього хтось торкається, вважаючи їх інфікованими. Його Войд — «Калейдоскоп». Його батько не любить його і навіть вважає, що він не може бути його біологічним сином.
Макото Вальц Сеґай (яп. 嘘界（せがい）＝ヴァルツ・誠, Макото Варуцу Сеґай)
Озвучує — Нобутоші Канна: Майор GHQ антитіл. Чарівний чоловік, одягнений як клоун і має протез лівого ока, він різкий і досвідчений, здатен досліджувати й отримувати будь-яку інформацію з джерел. Він трохи ексцентричний. Йому подобається спілкування з людьми і грати в ігри на своєму мобільному телефоні. Він спокійний, навіть у небезпечних ситуаціях. Йому подобається його робота, для нього це гра.
Харука Ома (яп. 桜満 春夏, Ома Харука)
Озвучує — Чіка Фуджімура: Матір Шю. Вона працює старшим науковим співробітником Сефіра Геномікс. Вона була помічником, батька Шю, Куросу перш ніж стати його дружиною. Вона любить свого сина, але не звертала уваги на те, що її син має Геном Войду і дружить з трунарями, поки не розпочався державний переворот.
Рован (яп. ローワン, Руван)
Озвучує — Наоя Носака: Офіцер антитіл GHQ. Зазвичай допомагає своїм начальникам. Він також брав участь в державному перевороті.
Дан Іглмен (яп. ダン・イーグルマン, Дан Іігуруман)
Озвучує — Цугуо Могамі: Полковник американської GHQ. Колишній футбольний тренер, він оптимістична людина, яка підбадьорює підлеглих. Він був убитий під час перевороту.
Ю (яп. ユウ, Ю)
Озвучує — Юка Нішігакі: Таємнича молода людина, яка знайома з Шюічіро. Під час державного перевороту в і другого спалаху Апокаліпсису, Ю показує що він теж володіє силою витягати войди. Він викрадає Інорі і використовує її, щоб убити Шю, але Ґай рятує його.

### Інші персонажі
Джюн Самукава (яп. 寒川 潤, Самукава Джюн)
Молодший брат Яхіро. Він був вражений вірусом Апокаліпсис, це привзело до того що Яхіро став продавцем наркотиків, щоб отримати кошти на лікування брата. Він попросить Шю вбити його з допомогою Войда («Ножиці») брата.
Куросу Ома (яп. 桜満 クロス, Ома Куросу)
Батько Шю. Експерт з вірусу Апокаліпсис. 19 серія відкриє таємницю про нього.
Мана (яп. マナ, Мана)
Таємнича дівчина з рожевим волоссям, яку Шю бачив у своїх спогадах, і яка сприймається як старша сестра. В неї таємничий зв'язок з Ґаєм, Інорі та Шюічіро.

## Термінологія
Вірус АпокаліпсисуСмертельний вірус, який кристалізує тіло жертви.
Втрачене РіздвоУ грудні 2029 року в Ропонгі, Токіо з'явився вірус Апокаліпсису, що призвело до хаосу в Японії.
Країна була не в силах стримати заворушень, і японський уряд попросив міжнародну допомогу.
GHQБагатонаціональні збройні сили спрямовані ООН, щоб допомогти Японії побороти наслідки після Втраченого Різдва. Після зменшення спалаху хвороби і відновлення порядку, Японія передала адміністративні обов'язки GHQ, і вона стала офіційним тимчасовим урядом. Штаб-квартира GHQ знаходиться в зоні 24, мега-структурі побудованій на Одайбі у Токійській затоці.
АнтитілаСтруктурна одиниця GHQ, що здійснює епідеміологічний контроль. Незалежна військова одиниця, елітні війська, які мають доступ до спеціального устаткування і ресурсів для боротьби з поширенням вірусу Апокаліпсису. У них є повноваження застосовувати силу, у разі виявлення носіїв Апокаліпсису.
Трунарі/Похоронне бюроГрупа опору / терористична організація, метою якої є вільна Японія, незалежна від GHQ. Їх штаб-квартира знаходиться в Ропонзі в будівлі під назвою Форт Ропонги.
ЕндлейвГуманоїдна бойова машина. Пілоти керують Ендлейвом з кабіни, де вони контролюють рухи машини з допомогою мозку. Пілоти відчувають завдану Ендлейву шкоду, тому пілот повинен бути відключеним від такого Ендлейва.
Геном ВойдуЦе генетична зброя, яка має здатність витягувати з Войда (Порожнечі) особи, зброю. Особа з якої витягнули Войд, після повернення його на місце нічого не пам'ятає.
Сефіра Геномікс
Багатонаціональна фармацевтична компанія, що має тісні зв'язки з GHQ і Антитілами. Сефіра Геномікс створила вакцину вірусу Апокаліпсис, Геном Войда і в наш час[коли?] проводить дослідження щодо лікування вірусу Апокаліпсис.